# Willy Meyer
Willy Enrique Meyer Pleite, né le 19 août 1952 à Madrid, est un homme politique espagnol, membre de la Gauche unie.

## Biographie
Il a adhéré au Parti communiste d'Espagne en 1970 (Université complutense de Madrid) : dirigeant étudiant, il fut plusieurs fois arrêté, emprisonné à deux reprises, exilé et condamné pendant la dictature franquiste.
Il a été élu député européen en 2004 et en 2009, en étant tête de liste de « Izquierda Unida », et réélu en 2014 à la tête de la liste de la Gauche plurielle.
Le 25 juin 2014, avant même sa troisième entrée en fonction de député européen, Willy Meyer a annoncé sa démission, à la suite des révélations quant à l'existence d'un fonds de retraite basé au Luxembourg et géré par une SICAV, auquel Meyer et 38 autres députés européens espagnols participaient,.

## Carrière politique
- Conseiller municipal de Sanlúcar de Barrameda (1987) où il demeure.
- Député au Parlement provincial de Cadix.
- Député de Cadix au Congrès des députés (1996-2000). Porte-parole de la commission de la défense. Porte-parole de la commission de l'intérieur. Porte-parole de la commission mixte Congrès-Sénat pour la professionnalisation des forces armées.
- Membre de l'Assemblée de l'OSCE et de l'Assemblée de l'OTAN (1996-2000).

## Responsabilités européennes
- Vice-président de la commission des pétitions (2009 - 2014)
- Membre de la commission des affaires étrangères (2009 - 2014)
- Membre suppléant de la commission des libertés civiles, de la justice et des affaires intérieures (2009 - 2014)
- Membre suppléant de la sous-commission des droits de l'homme (2009 - 2014)